# 爆発音
爆発音（ばくはつおん）とは、火薬やガスなどといった爆発物が爆発を起こした際に発生する大きな音のこと。

## 概要
爆発音は、爆発物が何らかの原因によって爆発することにより引き起こされる音エネルギー流束である。
少量の爆薬などが爆発する時は爆発音の音程は比較的高いが、原子爆弾などといった非常に膨大なエネルギーをもつ物については、低い音がし、かつ、長時間にわたって響く。

### 発砲音
発砲音も薬莢内の火薬が爆発しているため、爆発音とみなすことができる。
発砲音を軽減するために、サイレンサーと呼ばれる器具が使われる事がある。